# Осада Фаустинополя
Осада Фаустинополя или Осада Лулу — одно из сражений арабо-византийских войн, произошедшее в 832 году. 

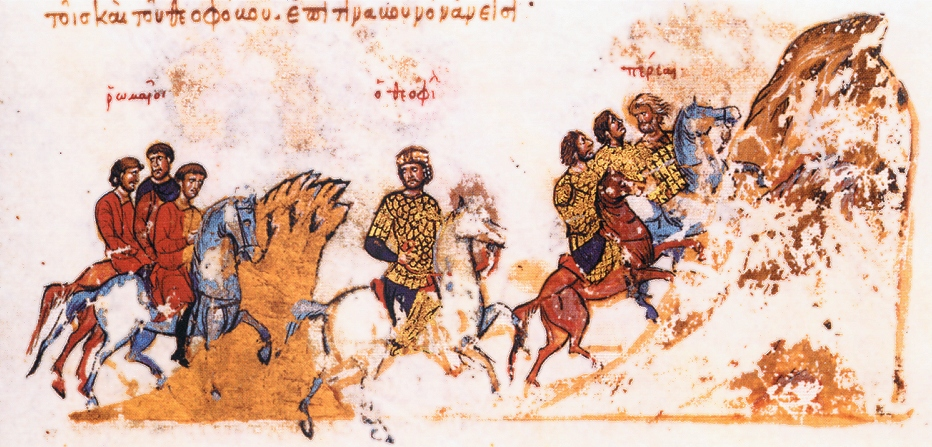
Византийская армия под командованием императора Феофила отступает к горе. Миниатюра

## Ход событий
Сицилийская война, отвлекавшая внимание и силы византийского императора Феофила на запад, являлась очень удобным обстоятельством для халифа Абдуллах аль-Мамуна, который начал военные действия в Малой Азии против Византии. В 830 и 831 годах он совершил удачные походы. He видя возможности продолжать войну, Феофил в письме предлагал халифу сто тысяч динариев и обещал выдать ему семь тысяч находившихся в его руках мусульманских пленных, если Мамун возвратит ему завоеванные греческие города и крепости и заключит пятилетнее перемирие. Мамун не удостоил императора ответом и весной 832 года начал новый поход. 
На этот раз поход Мамуна ограничился военными действиями под крепостью Лулу (римский Фаустинополь). Последняя представляла из себя укрепленный пункт первостепенной важности. Находясь на дороге, ведущей из Тарса через Киликийские ворота в Тиану, несколько севернее Подандона, недалеко от Тианы, — Лулу являлась крепостью, заграждавшей доступ к этому проходу. В походе предыдущего года арабы прошли через Киликийское ущелье, минуя Лулу.
На этот раз арабы осадили крепость. Гарнизон упорно сопротивлялся: ни силою, ни мирными переговорами Мамун в течение ста дней не мог ею овладеть. Тогда он приступил к правильной осаде. Около Лулу было выстроено два укрепления. Мамун оставил вместо себя у крепости Ахмеда-ибн-Бистама, а сам направился к пограничному городу Салагусу. Главным начальником над всеми войсками, осаждавшими Лулу, был назначен Уджейф-ибн-Анбас.
В это время ромеям, запертым в крепости, удалось захватить в плен Уджейфа. Они тотчас же известили об этом императора Феофила и просили прийти к ним на помощь. Феофил двинулся к Лулу, но был наголову разбит арабскими войсками, занимавшими построенные Мамуном укрепления. В руки мусульман досталась богатая добыча.
Узнав о поражении Феофила и убедившись в невозможности продолжать сопротивление, комендант Лулу вступил в переговоры с пленным Уджейфом, обещая возвратить ему свободу на том условии, если последний выпросит для него у Мамуна пощаду. Уджейф согласился и, получив свободу, сдержал свое слово. После этого крепость Лулу капитулировала и позже была заселена мусульманами.